# 澤田哲生
澤田 哲生（さわだ てつお、1957年 - ）は、日本の工学者。東京工業大学科学技術創成研究院 ゼロカーボンエネルギー研究所助教、学位は東京工業大学博士（工学）。

## 経歴・人物
兵庫県生まれ。1980年、京都大学理学部物理科学系卒業、1982年、神戸大学大学院修士課程修了後、三菱総合研究所に入社。1989年より、ドイツ・カールスルーエ研究所客員研究員。1991年より、東京工業大学原子炉工学研究所助手。1996年、論文「高速増殖炉の損傷炉心における溶融物質移動に関するモデル化と検証」により、東京工業大学から博士（工学）の学位を修得。
専門は核融合学、宇宙炉工学、原子核工学、環境技術・環境材料。特に原子炉物理、原子力安全（高速増殖炉の炉心崩壊事故および軽水炉の過酷事故、核融合システム安全など）、核不拡散・核セキュリティの研究に従事してきた。社会システムとしての原子力、原子力の初等・中等教育に関心を持つ。
『つーるdeアトム』を主宰し、原子力立地地域の住民と都市の消費者を結ぶ活動などを行ってきた。2005年3月、日本原子力学会社会環境部会第1回優秀活動賞を受賞。
日本エネルギー会議の発起人の一人。

## 著作

### 単著
- 『原子核工学入門（上）』ピアソンエヂュケーション, 2003年6月
- 『原子核工学入門（下）』ピアソンエヂュケーション, 2005年10月
- 『誰も書かなかった福島原発の真実』 ワック、2012年4月

### 共著
- 佐藤勝彦, 澤田哲生『反物質』シュプリンガー・フェアラーク東京, 2002年12月
- 遠藤哲也, 中根猛, 武貞秀士, 澤田哲生『グローバルセキュリティの再構築と危機管理Ｉ NPT運用検討会議の意義と北朝鮮情勢』東京工業大学COE-INES, Vol. 1, pp. 74-94, 2006年3月
- 田中宏司, 八木絵香, 澤田哲生, 森本俊雄『原子力のCSRとガバナンス 原子力と社会の持続的関係』東京工業大学 COE-INES, pp. 82-99, 2006年12月

### 監修
- 川口憲吾【著】澤田哲生【監修】『結局、原発ってどうなのよ？』 イースト・プレス、2012年3月

## 論文
- 学位論文（博士）Modeling and Validation for Materials Relocation in Degraded Care of Fast Breeder Reactors, 博士（工学）, 東京工業大学, 1996年
- CiNii検索論文・記事